# Église Saint-Raphaël de Naples
Pour les articles homonymes, voir Église Saint-Raphaël.
L'église Saint-Raphaël (San Raffaele), ou plus exactement église Saint-Raphaël-Archange-et-Sainte-Marguerite-de-Cortone (chiesa dell'Arcangelo Raffaele e di Santa Margherita da Cortona) est une église baroque de Naples qui se trouve via Amato di Montecassino (autrefois vico San Raffaele), dans le quartier de Materdei (it). Elle est dédiée à l'archange saint Raphaël, avec pour patronne secondaire sainte Marguerite de Cortone.

## Histoire et description

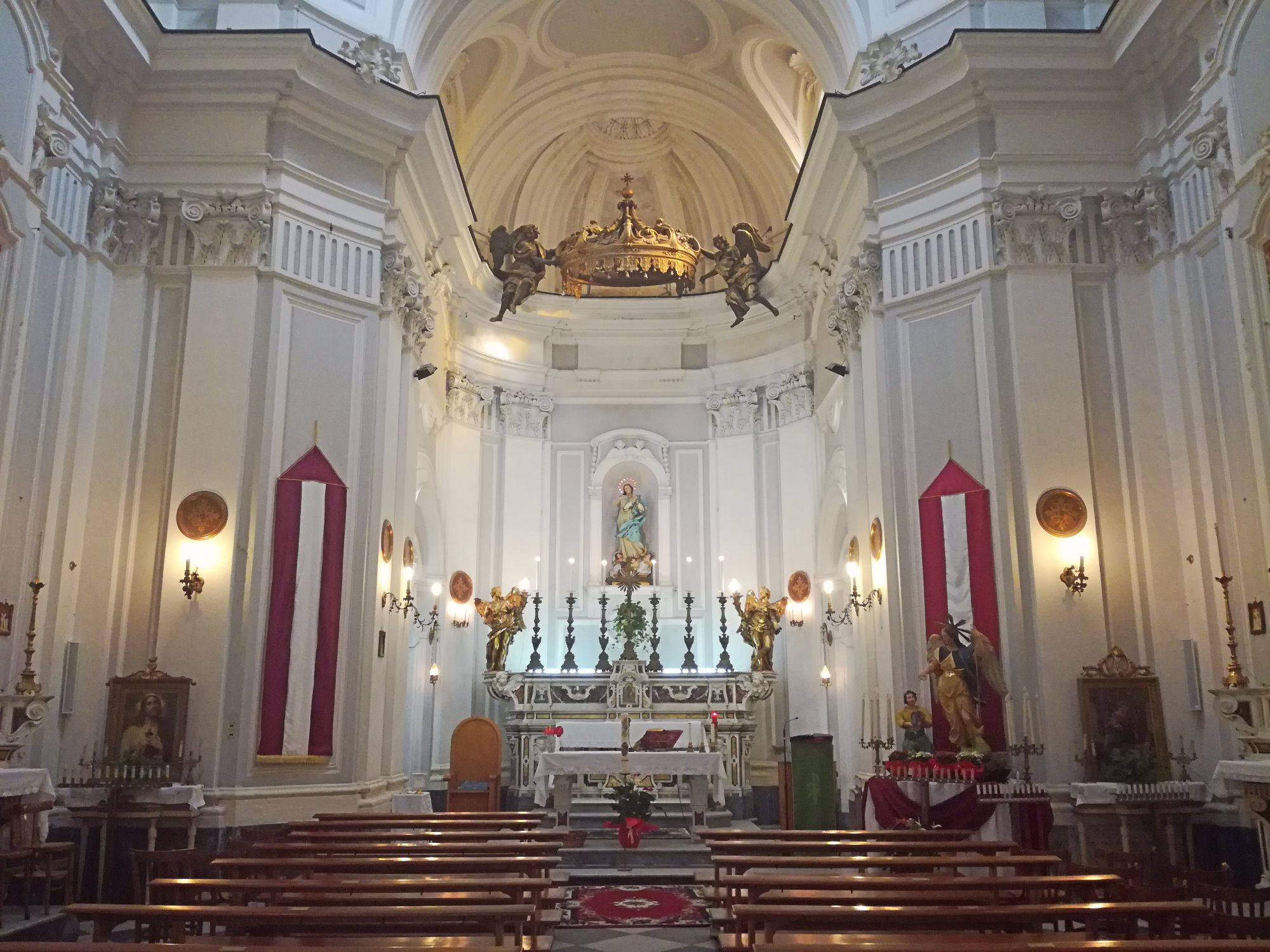
Intérieur

L'église est fondée en 1759 par les chanoines Marco Celentano et Michele Lignola, selon les plans de Giuseppe Astarita (it), avec une maison d'accueil d'anciennes prostituées (appelée le Ritiro delle Pentite, c'est-à-dire le Retrait des Repenties), les deux façades donnant sur la rue.
La façade incurvée, en retrait de la rue, s'articule en deux ordres superposés raccordés par deux volutes et couronnés d'un tympan triangulaire.
L'intérieur s'inscrit dans une croix grecque, le narthex et l'abside étant étirés. La coupole est posée directement sur la nef centrale, sans tambour, et terminée par une ample lanterne qui procure une belle lumière à l'intérieur.
Il reste de la décoration du XVIIIe siècle la tribune et le maître-autel en marbres polychromes, surmonté d'un imposant baldaquin de bois doré d'un artiste inconnu. Il a la forme d'une couronne et il est soutenu d'angelots de stuc.
Le peintre Angelo Mozzillo (it) est l'auteur dans les voûtes basses de deux fresques représentant la première Tobie et Sarah dans la maison de Tobit, la seconde, L'Archange Raphaël, comme medicina Dei.
L'accès à l'ancienne maison des repenties donne rue Porteria San Raffaele (rue de la Porterie-Saint-Raphaël), tandis qu'à droite se trouve le portail de la petite chapelle de la confrérie de Saint-Raphaël, construite en 1800.

## Rite populaire: le poisson de saint Raphaël
La statue de Raphaël Archange (patron des pêcheurs et des adolescents) le représente avec un poisson en main, selon une iconographie qui prend son origine dans le récit biblique du Livre de Tobie.
Une tradition antique, qui comporte des réminiscences d'un rite païen de Campanie en lien avec la fécondité et qui a été christianisé, voulait que les femmes stériles et les jeunes filles à marier devaient donner un baiser au poisson du saint. La mer était considérée comme un symbole de fécondité et le poisson comme un symbole chrétien rendant donc acceptable ce rite à la connotation sexuelle évidente, et donc rendue comme euphémisme. L'expression usitée à Naples jusque dans les années 1960 : « va donner un baiser au poisson de saint Raphaël » (en napolitain: va' a vasà 'o pesce 'e San Rafèle) signifiait dans un sens mi-sérieux mi-humoristique « tous mes vœux », lorsqu'elle était adressée à une belle jeune fille.

## Source de la traduction
- (it) Cet article est partiellement ou en totalité issu de l’article de Wikipédia en italien intitulé « Chiesa di San Raffaele (Napoli) » (voir la liste des auteurs).